# La danza del hipocampo
La danza del hipocampo es un largometraje documental de apropiación o también llamado de Found footage realizado a partir de material de archivo familiar en cine y video de la familia de la realizadora, Gabriela Domínguez Ruvalcaba (Chiapas, 1981). La película aborda el tema de la memoria y la creación de recuerdos con datos científicos pero desde la perspectiva personal de su creadora. 
Fue estrenado en la edición número 29 del Festival Internacional de Cine de Guadalajara (FICG) dentro de la sección de Largometraje Documental Iberoamericano, ganando una mención. Luego de su paso por el FICG, el documental fue seleccionado para la edición número 12 del Festival Internacional de Cine de Morelia (FICM), dentro de la sección de Largometraje Documental, convirtiéndose en la única producción de su género que integró la selección oficial de los dos certámenes más importantes de la industria mexicana.
También participó en la edición número 10 del Festival Internacional de Cine de Monterrey, donde se alzó con el premio a Mejor Largometraje Mexicano Documentaly fue seleccionado en la sección de Largometraje mexicano de la novena edición del Festival Internacional de Cine Documental de la Ciudad de México DOCSDF que se llevó a cabo del 29 de octubre al 9 de noviembre de 2014.
Esta documental es el primer largometraje producido en el estado de Puebla en obtener recursos del Fondo para la Producción Cinematográfica de Calidad (Foprocine).
Fue parte de la lista de 16 largometrajes integrada por la Academia Mexicana de Artes y Ciencias Cinematográficas para ser consideradas en la edición 32 de los Premios Goya (España) y en la edición 90 de los Premios Oscar (EUA), ambos celebrados en 2018.

## Sinopsis
A través de siete recuerdos de la directora, tomados de su archivo familiar, La danza del hipocampo discute sobre los misteriosos mecanismos de la memoria: "vemos solamente las historias que elegimos para construir nuestra identidad. Toda marca es un mensaje en el tiempo, la invocación de una ausencia. Viajar por la memoria es andar el tiempo en zigzag, sus caminos están permeados por una oscura, tal vez indescifrable lógica... si pudiéramos elegir siete momentos que resumieran toda nuestra vida, ¿cuáles serían? ¿Qué desearíamos volver a vivir? La danza del hipocampo es un documental-ensayo que nos guía por esta búsqueda autobiográfica donde la imagen y la memoria se entrelazan. Mezcla material de archivo con un tono estético y subjetivo".

## Construcción del documental
La danza del hipocampo está construida en su mayoría a partir de material de archivo en cine y video, proveniente de registros caseros de la misma familia de su directora. Dichos archivos abarcan desde la década de 1950 hasta la de 1980 e incluye material en Súper 8 y 8 milímetros, así como registros en video Betamax; en total se trabajó con cerca de 20 horas de archivo del que se seleccionaron los fragmentos usados en los siete recuerdos que dan forma al relato.
Aunque la directora realizó una investigación científica sobre "el tema de la memoria y sus procesos químicos y neurológicos", estos datos están traducidos "a un lenguaje de imágenes y metáforas [...] Desde el título del documental La danza del hipocampo buscó hacer este juego entre el lenguaje científico y el lenguaje figurado; el hipocampo es la zona del cerebro en donde se orquesta la memoria, toma este nombre por el parecido a 
un caballito de mar, de ahí que la danza sea una forma de representar cómo yo veo a la memoria, un vaivén de recuerdos, de imágenes y sensaciones que experimentamos y que terminan por constituir nuestra memoria". Por esta razón, adicional al material de archivo familiar, la película cuenta con fotografía submarina, a cargo de Alejandro Rivas.

## Estreno comercial
En julio de 2017, La danza del hipocampo se estrenó en salas comerciales, comenzado por la Cineteca Nacional y La Casa del Cine, ambas de la Ciudad de México, además de agregarse al catálogo de la plataforma electrónica FilminLatino.

## Críticas
Javier Martínez Ramírez del periódico El País consideró que: 
La danza del hipocampo nos hace caer en cuenta de la complejidad de los procesos sinápticos, en especial del hipocampo, para plantear que el recuerdo no es más que una realidad trastocada, convertida en ficción dentro de los espejismos de la memoria. [...] La danza del hipocampo es una película ideal para cinéfilos seguidores del documental intimista y las reapropiaciones de material de archivo y found footage
Santiago Padilla del portal Corre Cámara encontró que el documental está "impregnado de una dulzura que a veces se desborda al volver sobre sus propias huellas". Consideró además que el filme de González Ruvalcaba posee un ritmo lento pero constante, y que "rinde homenaje a las fotografías y videos caseros, pues a través de un retrato volcado hacia el interior, invita a revalorar los archivos visuales como guardianes de momentos, historias y testimonios de vida".

Luis Fernando Galvándel sitio especializado en línea En Filme le otorgó 3 de 5 estrellas y escribió que el documental es "un viaje personal donde su interés fundamental radica en descifrar cómo permanece la esencia del ser a través del tiempo", así como un ejercicio de "obsesión por registrar cualquier acontecimiento; la manera en que los recuerdos se crean a partir de la imagen más que de la vivencia; las limitaciones de la memoria; la capacidad del cine por moldear y alterar el tiempo. Sin embargo, concluye:
[...] aunque la variedad de temas, narrados en voz en off por la misma directora, están vinculados entre sí con orden discursivo y estructura visual, la intención de otorgarle rigor científico a cada una de sus observaciones termina por alejarse del espectador haciendo una obra sumamente personal.
Andrés Azzolina de Cine Garageencontró que es un trabajo "entrañable, honesto y sin pretensiones". Sobre el guion escribió que "se siente muy literario" y de las imágenes que "reflejan a una cineasta que filma de acuerdo con sus intuiciones críticas, que se arriesga con planos fijos y los mantiene durante varios minutos" y donde algunos de los momentos más entrañables es la zambullida en "un paisaje marino que vemos por varios minutos mientras escuchamos la relación entre dicha imagen y la percepción del tiempo". De la narración en voz en off escribió que se encuentra entre el discurso demasiado académico y científico y una voz muy individual y rigorista, y donde la poesía que se le impregna se siente por momentos forzada y poco cinematográfica.
para bien y para mal, [...] la película se mantiene flotando alrededor de ciertas problemáticas en una postura bastante estática para llegar a una conclusión final. Sin embargo, dicha conclusión se siente más como un cierre que como la síntesis de un proceso. 
Si bien el discurso de la película es bastante interesante, es un discurso que se ha tratado muchas veces en el cine y las artes del siglo XX, y que se necesita una mirada muy particular para que su repetición brille como algo nuevo. Volviendo a Chris Marker, Sans Soleil es una película que abre las posibilidades para un cine ensayístico que destaque por sus capacidades de intimidad. Sin embargo, creo que los recursos que utiliza La danza del hipocampo le juegan un poco en contra, la hacen sentirse como algo que hemos pensado antes.
A pesar de los problemas que le encuentra, Azzolina concluye que el documental es un trabajo serio, bien fundamentado en lo científico y cinematográfico que, más allá de los tropiezos formales, deja un grato sabor de boca:
siempre será grato e interesante dejarse llevar por este tipo de discursos y descubrir su capacidad de transportarnos por un hilo de pensamiento. Es una película bastante íntima y honesta que debería ser recordada como un ejercicio importante dentro del cine mexicano. Pero la memoria tiene mecanismos extraños, por lo que solo el tiempo le dará un nuevo sentido a estas imágenes.

## Premios y festivales
- Festival Internacional de Cine de Guadalajara, edición 29, 2014. Mención especial: beca otorgada a su directora para asistir a la edición número 60 del Seminario Flaherty en Nueva York, EUA.[18]
- Festival Internacional de Cine de Monterrey (FIC Monterrey), décima edición, 2014. Premio a Mejor Largometraje Mexicano Documental.[6]
- Festival Internacional de Cine de Morelia (FICM), duodécima edición, 2014. Premio Guerrero de la Prensa y Mención Especial a Largometraje Documental.[19]
- Festival Internacional de Cine Documental de la Ciudad de México (DocsDF)[20][21] - Selección oficial. Proyección en la Cineteca Nacional.[22]
- Festival Zanate de Colima, séptima edición, 2015 - Selección oficial.[23]
- Festival Internacional de Cine de Mérida y Yucatán, primera edición, 2015 - Premio a Mejor Directora Mexicana.[24]
- Ambulante gira de documentales, décima edición, 2015 - Sección "Imperdibles".[25]
- Festival de cine de mujeres de Santiago de Chile (FEMCINE), quinta edición, 2015 - Estreno internacional. Selección oficial, sección Competencia Iberoamericana de Largometrajes.[26][27]
- Festival de cine mexicano de Durango, edición 7, 10 al 14 de junio de 2015. Selección oficial en competencia, Largometraje nacional.[28]
- Festival internacional de cine de Edimburgo, Escocia, edición 69, 2015 - Estreno europeo. Presencia en el programa "Focus on Mexico" a propósito del Año de México en Reino Unido.[29][30]